# 030 Ouest 1601 à 1701

Locomotive n°1636.

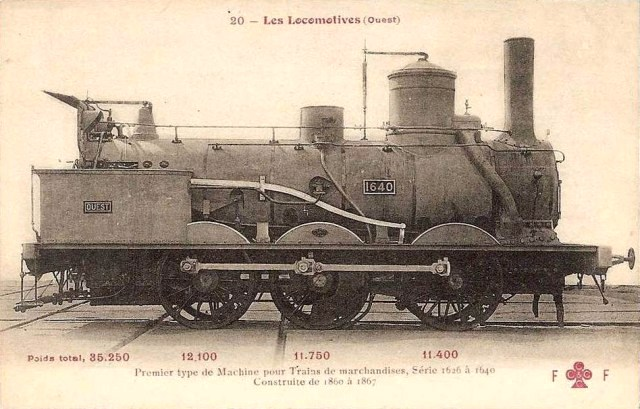
Locomotive n°1640.

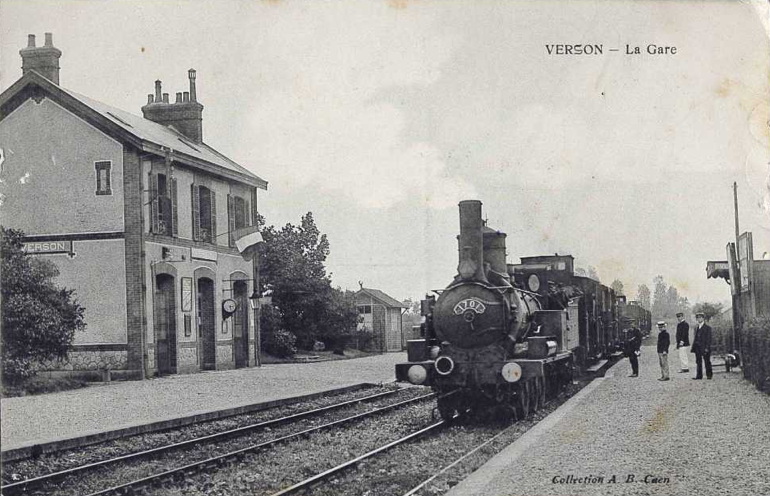
La locomotive n° 1701 en gare de de Verson.

Les 030 Ouest 1601 à 1701 sont des locomotives à tender séparé de la compagnie des chemins de fer de l'Ouest. Elles sont affectées à la traction des trains de marchandises. 

## Histoire
Une série de 101 machines a été livrée aux chemins de fer de l'Ouest puis est intégrée en 1909 au parc des chemins de fer de l'Etat. Elles deviennent alors les 030 - 301 à 030 - 392. 
En 1938, lors de la création de la SNCF, elles deviennent alors les 3 - 030 B 301 à 392. Les dernières machines de la série en circulation sont les 030 B 361, 363 et 377.
Plusieurs locomotives de cette série ont été louées au Réseau breton pour l'exploitation de la ligne de Guingamp à Paimpol entre 1938 et 1945.

## La construction
1601-1610, livrées par Ernest Goüin et Cie en 1860
1611-1625, livrées par Schneider et Cie en 1860
1626-1640, livrées par Ernest Goüin et Cie en 1862
1641-1652, livrées par Schneider en 1862
1655-1672, livrées par Schneider en 1864
1673-1676, livrées par Ernest Goüin et Cie en 1866
1677-1701, livrées par Schneider en 1866

## Description
Ces machines ont un moteur à simple expansion et une distribution intérieure au chassis. La chaudière possède un foyer Crampton. Les premières locomotives n'avaient ni dôme ni sablière ; plus tard, ils furent équipés d'un dôme surnommé "moutardier" en raison de sa forme, et d'une sablière derrière celui-ci. Le poste de conduite est situé sur la droite. L'essieu arrière est équipé d'une de suspension. Ultérieurement des modifications ont été faites comme le remplacement de l'abri et le montage du frein à air.
Ces locomotives étaient attelées à un tender de type 3-6D (n°175 à 625).

## Caracteristiques
- Poids à vide 35,250 tonnes
- Diamètre des roues 1,44 m